# Dominique Stroobant
Dominique Stroobant (Amberes, 16 de marzo de 1947) es un fotógrafo y escultor belga, conocido por la difusión de la fotografía stenopeica (pinhole photography) en Europa.
Stroobant es también conocido por su colaboración con Max Bill: entre sus obras de arte comunes más importantes figura la escultura "Kontinuität" en Fráncfort del Meno. También fue colaborador y amigo del pintor Jef Verheyen.
En 1972 creó con Kenneth Davis y Philippe Toussaint el Floating Stones Group ("grupo de piedras flotantes").
En 1988 esculpió dentro del sitio de la mina de carbón un memorial para las víctimas del accidente minero de Marcinelle (Charleroi) en 1956.
Desde 1970 vive en Carrara, donde reside y trabaja en la pequeña aldea de Miseglia. En 1976 comenzó su cooperación con la empresa local Biselli.

## Filmografía
- Behind these Stones  ("Detrás de estas piedras"), documental presentado en la 37 edición de la Bienal de Venecia, por el Ministerio de Arte de Bélgica (1976).